# Smedjebacken (gemeente)
Smedjebacken is een Zweedse gemeente in Dalarna. De gemeente behoort tot de provincie Dalarnas län. Ze heeft een totale oppervlakte van 1062,5 km² en telde 10.923 inwoners in 2004.

## Plaatsen
| A-J - Björsjö - Gubbo - Hagge - Halvars - Jobsbo en Marleberg | K-N - Kolpebo - Kolviken - Korsheden en Blomsteränget - Lilla Snöån - Ludvika (stad) (gedeeltelijk) - Norrbärke | R-S - Rånäsberget - Silvhyttan - Smedjebacken (plaats) - Söderbärke - Stora Snöån | T-Z - Vad (Smedjebacken) - Västra Lernbo |

Älvdalen · Avesta · Borlänge · Falun · Gagnef · Hedemora · Leksand · Ludvika · Malung-Sälen · Mora · Orsa · Rättvik · Säter · Smedjebacken · Vansbro